# Геракліди (Евріпід)
«Гераклиди» — трагедія давньогрецького драматурга Евріпіда, що датується 430 роком до н. е. Серед науковців немає єдиної думки про те, чи дійшов до нас текст оригінальним або це переробка елліністичної епохи.

## Дійові особи
- Іолай

- Копрей

- Демофонт

- Макарія

- Алкмена

- Еврісфей

- Геракліди

- Гілл

## Інформація про трагедію
В основу сюжету трагедії покладено сказання про важких поневіряннях дітей Геракла після його смерті, відоме в Стародавній Греції в декількох варіантах. За найбільш давнім з них, натовп Гераклідів, переслідуваних одвічним ворогом їхнього батька Еврісфеєм, очолював старовинний соратник Геракла, фіванський герой Іолай, який у день бою отримав від богів свою юнацьку силу і недалеко від Фів убив Еврісфея у вирішальній сутичці.
За іншим варіантом, Гераклиди безуспішно шукали порятунку від Еврісфея в різних грецьких державах, у тому числі у трахинского царя Кеіка, поки не прийшли в так зване аттичне Чотирьохмісття — місцевість, розташовану на північному сході від Афін і об'єднує поселення Марафон, Еною, Трикоріф і Пробалінф.
Тут Гераклиди знайшли захист у афінян, які ще в V ст. пишалися тим, що вони єдині з усіх греків прихистили дітей Геракла і дали відсіч Еврісфею. Відповідно, і місце битви переносилося в Аттику, а утікач Еврісфей знаходив свою смерть від руки Іолая вже на Скиронових скелях, на кордоні Мегаріди і Коринфа, де Іолай наздогнав його. Евріпід вибрав саме цей, аттично-марафонський варіант, змінивши тільки його кінець.

## Сюжет
Копрей прибуває в Афіни і вимагає видачі Гераклідів.
Демофонт, вислухавши Копрея і Іолая, відмовляється передати нащадків Геракла Копреєві, який йде, погрожуючи війною.
Демофонт бере ініціативу в свої руки і висувається в похід проти Еврісфея. Однак жерці пророкують, що перемога афінян можлива тільки за умови принесення Персефоні людської жертви — діви благородного племені.
Демофонт і народ Афін відмовляються приносити таку жертву, однак Макарія добровільно пропонує себе для вівтаря.
Гілл пропонує Еврісфею поєдинок: якщо він виграє, то Еврісфей дозволить їм повернутися на батьківщину і володарювати по праву спадкоємців царів, якщо ж переможе Еврісфей — він забере Гераклідів і розпорядиться їхньою долею на свій розсуд.
Обидва війська привітали таку пропозицію, однак Еврісфей від неї відмовляється, побоюючись за своє життя. Жерці приносять Макарію в жертву, після чого починається бій.
Афіняни розбивають військо Еврісфея, сам він біжить на колісниці, переслідуваний Гіллом. Іолай вмовляє Гілла передати йому колісницю для відплати, після чого, промовивши молитву Зевсу і Гебе, отримує від них дар — силу своєї молодості. Іолай наздоганяє і валить Еврісфея, взявши його в полон і доставивши в Афіни в руки Алкмени.
Алкмена, незважаючи на заперечення Гілла і афінян про те, що полоненого в бою і беззбройного ворога не карають на смерть, власноруч виколює очі Еврісфею, після його хоронять в Афінах.